# Nikolaus Nilles
Nikolaus Nilles (Rippweiler, 21. lipnja 1828. – Innsbruck, 31. siječnja 1907.) bio je katolički svećenik, isusovac, liturgičar i crkveni pravnik. 

## Životopis
Rođen je u dobrostojećoj seljačkoj obitelji. Studirao je u Rimu kao pitomac zavoda Germanicum. Doktorirao je dogmatike i crkvenoga prava. Za svećenika je zaređen 1852. godine.
Službovao je isprva kao kapelan, a zatim je postao župnikom u Tüntingenu. Godine 1858. ulazi u Družbu Isusovu te od sljedeće godine profesor crkvenoga prava na sveučilištu u Innsbrucku. Na tome je mjestu ostao do umirovljenja.
Umro je 31. siječnja 1907. u Innsbrucku, gdje je i sahranjen.

### Članci
- Jurišić, Pavo. 2019. Nadbiskup Stadler i Stolni kaptol vrhbosanski. Vrhbosnensia. Univerzitet u Sarajevu – Katolički bogoslovni fakultet. Sarajevo. 23 (1): 27–62

## Vanjske poveznice
Ostali projekti
|  | Zajednički poslužitelj ima još gradiva o temi Nikolaus Nilles |